# 仁里奈那美
仁里 奈那美（にり ななみ、1986年1月7日 - ）は、日本の元女子バレーボール選手。

## 来歴
兵庫県三原郡三原町（現・南あわじ市）出身。姉の影響で小学3年よりバレーボールを始める。
三原高校卒業後、三洋電機洲本を経て2006年秋に四国Eighty 8 Queenに加入。2007年、エイティエイツのチャレンジリーグ昇格に貢献した。
2011年4月、四国Eighty 8 Queenを退団。ボクシング転向を決意し、高松市の梅下ボクシングジムに入門。同ジムで開かれた8月の強化合宿にも練習生として参加。2012年2月の全日本選手権を目指していたが、怪我のため断念し、5月の全日本実業団選手権でデビュー予定も流れボクシングは断念。
現在は指導者として活動。

## 受賞歴
- 2007/08Vチャレンジリーグ サーブレシーブ賞

## 所属チーム
- 町立志知小
- 町立三原中
- 三原高校
- 三洋電機洲本
- 四国Eighty 8 Queen（2006-2011年）